# Werner Rieß (Bildungswissenschaftler)
Werner Rieß (* 5. April 1963) ist ein deutscher Bildungswissenschaftler, Biologe und Biologiedidaktiker. Er ist der Direktor des Research Center for Climate Change Education and Education for Sustainable Development an der Pädagogischen Hochschule Freiburg.

## Leben und Wirken
Werner Rieß absolvierte das Abitur am Hölderlin.-Gymnasium Lauffen am Neckar und studierte anschließend Biologie, Theologie, Musik, Erziehungswissenschaften, Philosophie und Pädagogische Psychologie an der Pädagogischen Hochschule Ludwigsburg und der Pädagogischen Hochschule Weingarten. Nach dem 1. und 2. Staatsexamen wurde er Lehrer und arbeitete unter anderem am Seminar für schulpraktische Ausbildung in Ludwigsburg. 1999 promovierte er in der Biologiedidaktik und habilitierte sich 2009 in der Bildung für nachhaltigen Entwicklung (BNE) an der PH Schwäbisch Gmünd unter Mitwirkung der Universität Zürich und der Universität Hannover. 2003 erhielt er den Ruf an die Pädagogische Hochschule Freiburg als Professor für Biologie und ihre Didaktik. Den Ruf auf eine Professur an der Pädagogischen Hochschule Weingarten nahm er nicht an.
Er ist Gründungsdirektor des Research Center for Climate Change Education and Education for Sustainable Development (ReCCE) sowie Initiator und leitender Koordinator des International Consortium for Climate Change Education and Education for Sustainable Development (ICCE) mit den Partnerhochschulen Pädagogische Hochschule Freiburg, Albrecht-Ludwigs-Universität Freiburg, DIPF Leibniz-Institut für Bildungsforschung und Bildungsinformation, Pädagogische Hochschule Ludwigsburg, Universität Tübingen, Universität Konstanz, Pädagogische Hochschule Bern, Pädagogische Hochschule Thurgau, Universität Luzern, Universität Innsbruck sowie der Universität Salzburg.

## Wissenschaftliche Schwerpunkte
Die Forschungsinteressen von Rieß liegen in der empirischen Forschung zur Bildung für nachhaltige Entwicklung, Klimabildung und zum naturwissenschaftlichen Lernen. Seine Forschungsschwerpunkte sind die Wirkungen von Unterricht auf die Förderung von Nachhaltigkeitskompetenzen, systemischem Denken und Climate Literacy. Werner Rieß leitet zahlreiche Forschungsprojekte, die u. a. von der Deutschen Forschungsgemeinschaft (DFG), dem Bundesministerium für Bildung und Forschung (BMBF) und verschiedenen Landesministerien in Baden-Württemberg gefördert werden.

## Publikationen (Auswahl)
- Bildung für nachhaltige Entwicklung. Theoretische Analysen und empirische Studien. Zugl. Dissertation. Waxmann, Münster 2010, ISBN 978-3-8309-2311-4.

- mit Christoph Mischo: Promoting systems thinking through biology lessons. In: International Journal of Science Education, 32(6), 2010, S. 705–725. doi:10.1080/09500690902769946
- als Hrsg. mit Markus Wirtz, Andreas Schulz, Bärbel Barzel: Experimentieren im mathematisch-naturwissenschaftlichen Unterricht. Schüler lernen wissenschaftlich denken und arbeiten. Waxmann, Münster 2012, ISBN 978-3-8309-2687-0.

- mit Christoph Mischo: „Bridging the gap“ – Zur Verringerung der Kluft zwischen allgemeinen Lehr-Lernmodellen und konkreter Unterrichtsgestaltung am Beispiel der Förderung dynamischer Problemlösekompetenz in der Biologie. In: Zeitschrift für Didaktik der Biologie, 21, 2017, S. 1–20. doi:10.4119/zdb-1631
- mit Monika Martin, Christoph Mischo, Hans-Georg Kotthoff, Eva-Maria Waltner: How Can Education for Sustainable Development (ESD) Be Effectively Implemented in Teaching and Learning? An Analysis of Educational Science Recommendations of Methods and Procedures to Promote ESD Goals. In: Sustainability, 14, 2022. doi:10.3390/su14073708
- mit Christoph Mischo, Eva-Maria Waltner, Katja Scharenberg: Schulische Bildung für Nachhaltige Entwicklung: Wie verändert sich die Nachhaltigkeitskompetenz von Schülerinnen und Schülern im Laufe eines Schuljahres? In: Psychologie in Erziehung und Unterricht, 70(2), 2023, S. 106–122.  doi:10.2378/peu2022.art15d
- mit Monika Martin, Meg Farrell, Tina Seidel, Karen D. Könings, Jeroen J.G. van Merriënboer, Alexander Renkl: Knowing what matters: Short introductory texts support pre-service teachers' professional vision of tutoring interactions. In: Teaching and Teacher Education, 124, 2023. doi:10.1016/j.tate.2023.104014

## Belege
1. ↑  https://www.ph-freiburg.de/recce.html Website des ReCCE an der Pädagogischen Hochschule Freiburg

| Personendaten    | Personendaten                                            |
| ---------------- | -------------------------------------------------------- |
| NAME             | Rieß, Werner                                             |
| KURZBESCHREIBUNG | deutscher Bildungswissenschaftler und Biologiedidaktiker |
| GEBURTSDATUM     | 5. April 1963                                            |